# Cold Rock a Party
Cold Rock a Party è un singolo della rapper statunitense MC Lyte, pubblicato il 12 novembre 1996 come secondo estratto dal quinto album in studio Bad As I Wanna B.

## Descrizione
Esistono due versioni del brano: quella originale prodotta da Rashad Smith che contiene un sample  di Top Billin' degli Audio Two del 1987 e quella remix prodotta da Sean Combs al quale collabora Missy Elliott che contiene un sample di Upside Down di Diana Ross del 1980.

## Successo commerciale
Il singolo ottenne successo in tutto il mondo.

## Video musicale
Il videoclip pubblicato per la versione remix è girato quasi interamente all'interno di un ascensore.